# Sergio Gregori Marugán
Sergio Gregori Marugán (Valladolid, 18 d'agost de 1997) és un periodista espanyol. Ha estat cofundador del canal de televisió Canal Red, presentador i director del programa matinal El Tablero i fundador de la televisió per internet Furor TV i la productora audiovisual Furor Producciones. El 2017 va ingressar com a acadèmic a l'Acadèmia de les Ciències i les Arts de Televisió d'Espanya. D'ençà el 2023 és el secretari general del Sindicat de Periodistes de Madrid (SPM).

## Trajectòria
Va néixer a Valladolid però a l'any d'edat la seva família va anar a viure a Alacant, ciutat on va créixer. Es va titular en Imatge i So i en Producció Audiovisual a l'Institut RTVE, i després va fer un màster en Periodisme i Comunicació Digital de la Universitat Antonio de Nebrija.
Quan Gregori tenia 15 anys es va proposar de produir un documental sobre «la realitat del poble cubà». Per a aquest propòsit va llançar una campanya de micromecenatge a fi de recaptar fons per a viatjar a Cuba però al cap de pocs dies la campanya va ser bloquejada per les autoritats estatunidenques. Amb els anys, Gregori recuperaria la iniciativa de rodar a l'illa, però ara amb la intenció de denunciar el bloqueig econòmic dels Estats Units a Cuba.
Als setze anys es va traslladar a Madrid, on va entrevistar diversos dels dirigents que van marcar el cicle polític entre els anys 2014 i 2019 a Espanya. Allà va crear Furor TV que va néixer com un canal de YouTube de cultura, política i entreteniment denominat FurorVlog. Com a periodista ha realitzat multitud d'entrevistes, entre elles a Rafael Correa, José Manuel García-Margallo, Pablo Iglesias, Yolanda Díaz o Gata Cattana.
L'abril del 2019 va publicar-se el llibre Tomar partido: conversaciones con la izquierda transformadora, amb el pròleg del periodista Iñaki Gabilondo i l'epíleg de Cristina Fallarás.
A finals de 2019 es va publicar el tràiler del documental Unblock Cuba, dirigit i guionitzat per Gregori, sobre la història recent de Cuba i les relacions amb els Estats Units. Es va estrenar al Festival de Cinema d'Alacant el 23 d'octubre de 2020, ha estat nominat en festivals de cinema com la Setmana Internacional de Cinema de Valladolid o el Festival de Cinema de Saragossa, i ha rebut diversos premis.
El març de 2022 el programa Todo es verdad de Cuatro va emetre mitja hora de l'entrevista que va realitzar Gregori a l'exvicepresident del KGB, Nikolai Leonov. L'exagent de la intel·ligència soviètica va relatar en exclusiva mundial a Furor TV l'ascens al poder del president rus Vladímir Putin, acusant-lo d'estar involucrat en casos de suborn, xantatge sexual i extorsió. A la mateixa entrevista, qui va ser intèrpret de Fidel Castro i Nikita Khrusxov durant la crisi dels míssils de Cuba el 1962, va explicar al periodista la impossibilitat que Lee Harvey Oswald fos l'assassí de John F. Kennedy.

## Obra publicada
- 2019: Tomar partido: conversaciones con la izquierda transformadora. Txalaparta. ISBN 9788417065768.[18]